# Cherry (Yui)
Cherry, typografisch weergegeven als Che.R.Ry, is de negende single van de Japanse singer-songwriter Yui. Che.R.Ry bereikte de tweede plek op de Japanse Oricon-hitlijst.
De typografische titel Che.R.Ry moet de vorm van een paar kersen voorstellen. Het nummer werd gebruikt in een reclame voor KDDI.